# Heinrich Haupt (Burggraf)

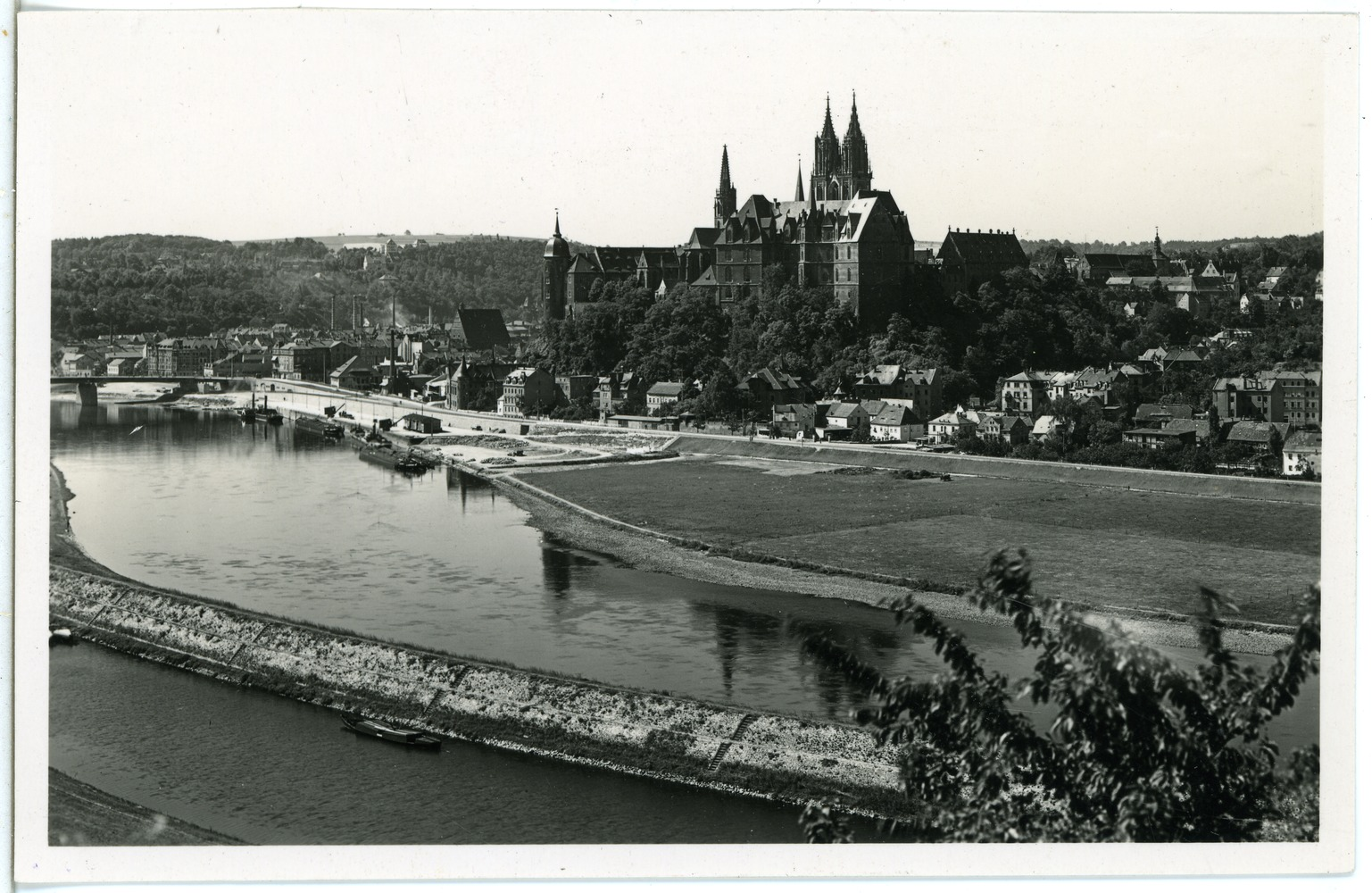
Burg Meißen über der Elbe

Heinrich Haupt (* vor 1113; † nach dem 31. März 1125) war ein Burggraf von Meißen.

## Leben
Er war zumindest in den Jahren 1113 bis 1116 zur Zeit der Vormundschaft der Markgräfin Gertrud († 9. Dezember 1117) über den damals zehn- bis dreizehnjährigen Heinrich II. von Meißen Burggraf der Burg Meißen. Bischof von Meißen war damals Herwig († 27. Juni 1119), nach dessen Tod Godebold.

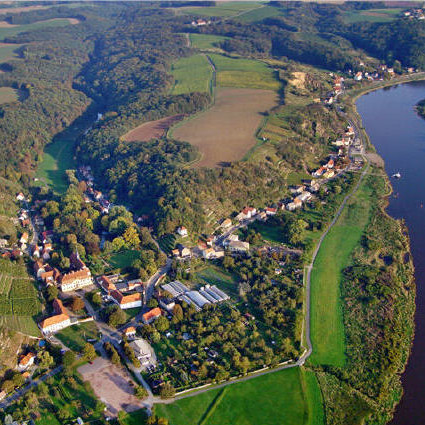
Burgwall Goldkuppe

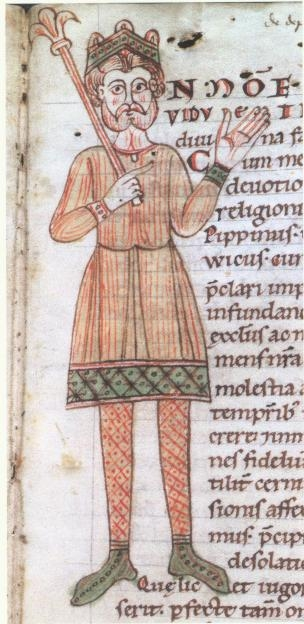
Sachsenherzog Lothar

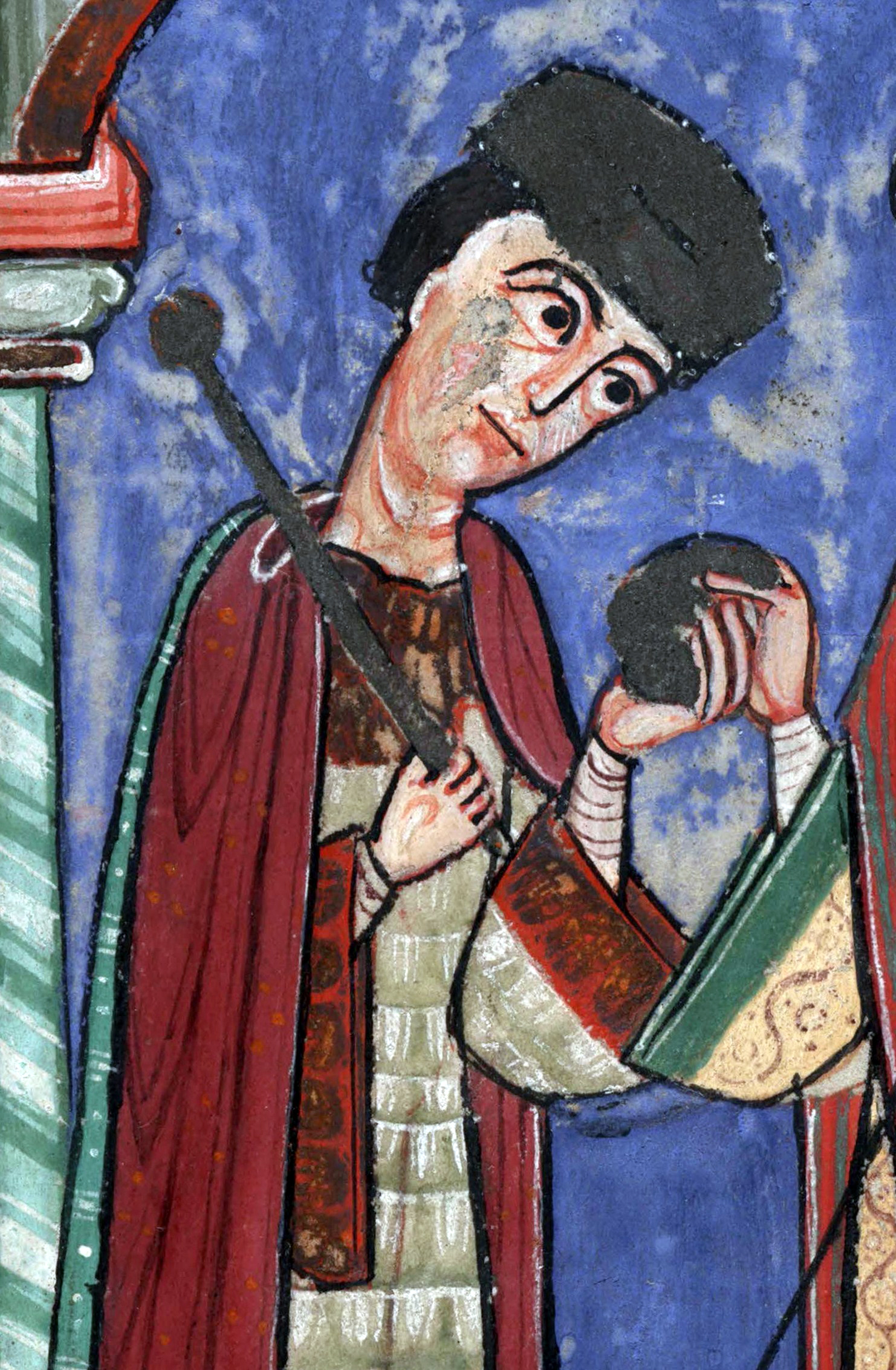
Kaiser Heinrich V.

1123 wurde eine von Heinrich Haupt befehligte Burg Libuze erwähnt. Diese Burg könnte nach neueren Forschungsergebnissen mit der Burg Liubusua identisch sein, da im Jahre 2000 die slawischen Burgwälle Löbsal und Goldkuppe an der Rauhen Furt über die Elbe in Löbsal bei Meißen sehr wahrscheinlich als Liubusua identifiziert wurden. Burg Libuze wurde vom damaligen Sachsenherzog und späteren Kaiser Lothar III. bis (oder vom) 30. November 1123 belagert, so dass sich Heinrich Haupt gezwungen sah, die Burg aufzugeben und seinen Sohn als Geisel auszuliefern.
Nach Elmar Wadle soll Heinrich Haupt versucht haben, jenseits der Saale befindliches Reichsgut für Kaiser Heinrich V. zu sichern. Heinrich V. hatte nach dem frühen Tod von Markgraf Hermann II. (1103–September/Oktober 1123) durch Gift dessen Markgrafschaften Meißen und Lausitz nicht dessen Rivalen Konrad dem Großen, sondern Wiprecht von Groitzsch übertragen. Daraufhin setzte der damalige Sachsenherzog Lothar von Süpplingenburg unter Mithilfe von Albrecht dem Bären und weiteren sächsischen Adligen Konrad vor dem 30. November 1123 gewaltsam in Meißen als Markgraf ein. Zuvor hatte er in Verhandlungen bei der Burg Gvozdec an der Grenze zum damals böhmischen Gau Nisan (die heute wüste Befestigung Gwosdetz auf dem 237 Meter hohen Gohlberg oberhalb von Constappel – nach anderer Meinung der 230 Meter hohe Burgberg Niederwartha) den Abzug des für Wiprecht von Groitzsch versammelten böhmischen Heeres erreicht. Die Böhmen unter Vladislav I. und dem Herzog Otto von Mähren hatten unter hohen Verlusten die Umgebung von Meißen verwüstet, ohne jedoch die Burg Meißen einnehmen zu können. Vratislav I. hatte erst 1121 die Burg Dohna als böhmischen Stützpunkt im Gau Nisan ausbauen lassen. Die Truppen von Wiprecht von Groitzsch und von Adalbert I. von Saarbrücken, dem Reichskanzler Heinrichs V. und Erzbischof von Mainz, waren zu diesem Zeitpunkt erst bis zur Mulde vorgerückt. Albrecht der Bär wurde im Dezember 1123 in Eilenburg als Markgraf der Markgrafschaft Lausitz ebenfalls gewaltsam durch den Sachsenherzog Lothar eingesetzt. Kaiser Heinrich V. war zu diesem Zeitpunkt militärisch im Westen gebunden, da ihn sein Schwiegervater Heinrich I. von England um militärische Unterstützung beim Kampf um die Vorherrschaft in der Normandie gebeten hatte. Am 31. März 1125 wird Heinrich Haupt letztmals in einer Urkunde von Kaiser Heinrich für das Kloster St. Jakob zu Lüttich als 1. Zeuge im Abschnitt der kaiserlichen Ministerialen als „Henricus Houvth“ aufgeführt: „de familia imperatoris: Henricus Houvth, Folmarus, Richardus, Ludouicus et alii multi.“